# Amitié dangereuse
Pour plus de détails, voir Fiche technique et Distribution.
Amitié dangereuse (Friends 'Til The End) est un téléfilm américain réalisé par Jack Bender, diffusé en 1997. 

## Synopsis
Heather est une étudiante à qui tout réussit. Belle et populaire, elle chante dans un groupe. Un jour, elle fait la connaissance de Zanne Armstrong, une jeune fille fragile qu'elle décide de prendre sous son aile. Elles deviennent rapidement amies mais Heather ne tarde pas à s'apercevoir que Zanne n'est pas la fille qu'elle prétend et qu'elle cache un lourd passé. 

## Fiche technique
- Titre : Amitié Dangereuse
- Titre Original : Friends 'Til The End
- Réalisation : Jack Bender
- Scénario : Kathleen Rowell, Grace Felini
- Producteur : Tana Nugent, Bonnie Raskin, et Bill Scott
- Format : 1,33 : 1
- Dialogues : Christophe Beck
- Distribution : IPA Asia Pacific, National Broadcasting Company (NBC)
- Musique : Christophe Beck
- Montage : Mark Melnick
- Décors : Richard Tom Sawyer
- Costume : Rosalie Wallace
- Pays :  États-Unis
- Langue : Anglais
- Genre : Drame
- Durée : 87 minutes

## Distribution
- Shannen Doherty : Heather Romley
- Jennifer Blanc : Zanne Armstrong / Suzanne Boxer
- Jason London : Simon
- Harriet Sansom Harris : Mrs. Boxer
- John Livingston : Nick
- Marisol Nichols : Alison
- Cliff Dorfman : Sammy
- Gregory Itzin : Mr. Romley
- Christine Healy : Mrs. Romley
- Nicole Bilderback (en) : Paige
- Steven Martini : Bryan
- Jenna Leigh Green : Risa